# Kanja Odland
Kanja Odland, egentligen Karin Gertrud Odland, född 25 mars 1963 i Stockholm[källa behövs], är en svensk roshi (zenbuddhistisk lärare) och präst i Philip Kapleaus tradition. Hon är den första svenska kvinnliga zenläraren.
Kanja Odland utbildade sig ursprungligen till konstnär men inledde sin zenträning 1984 som elev till den amerikanske zenläraren Philip Kapleau Roshi och hans efterträdare Bodhin Kjolhede Roshi. Hon har erhållit formellt tillstånd (inka) att undervisa i Cloud-Water sangha-traditionen som följer den japanska zenmästaren Sogaku Harada Roshis tradition. 
Kanja Odland Roshi och Sante Poromaa Roshi leder tillsammans Zenbuddhistiska Samfundet som bildades 1982 i samband med Kapleaus första besök i Sverige. På samfundets huvudtempel Zengården bedrivs heltidsträning i zen året om. Zenbuddhistiska Samfundet har också stadscenter i Stockholm, Göteborg, Lund, Tammerfors, Köln och Glasgow. De har utnämnt fem efterträdare: Karl Kaliski Sensei, Sangen Salo Sensei, Dharman Ödman Sensei, Mitra Virtaperko Sensei och Kansan Zetterberg Sensei. Zenbuddhistiska samfundet har runt 500 medlemmar och är medlemsorganisation i Sveriges buddhistiska gemenskap.  
Hon har publicerat en bok om zenutövande, Vandring på spårlös stig.